# Gare de Saint-Julien - Clénay
Pour les articles homonymes, voir Gare de Saint-Julien.
La gare de Saint-Julien - Clénay est une gare ferroviaire française de la ligne de Dijon-Ville à Is-sur-Tille, située sur le territoire de la commune de Saint-Julien, à proximité de Clénay, dans le département de la Côte-d'Or en région Bourgogne-Franche-Comté.
Elle est mise en service en 1872 par la Compagnie des chemins de fer de Paris à Lyon et à la Méditerranée (PLM).
C'est une halte voyageurs de la Société nationale des chemins de fer français (SNCF) desservie par des trains TER Bourgogne-Franche-Comté.

## Situation ferroviaire
Établie à 245 mètres d'altitude, la gare de Saint-Julien - Clénay est située au point kilométrique (PK) 333,261 de la ligne de Dijon-Ville à Is-sur-Tille, entre les gares de Bretigny - Norges  et de Gemeaux

## Histoire

### Gare du PLM
La station de Saint-Julien est mise en service le 28 octobre 1872 par la Compagnie des chemins de fer de Paris à Lyon et à la Méditerranée (PLM), lorsqu'elle ouvre à l'exploitation la section de Dijon à Is-sur-Tille de sa ligne de Dijon à Langres.
En 1911, elle figure dans la nomenclature des gares, stations et haltes de la Compagnie du PLM. C'est une gare, qui peut expédier et recevoir des dépêches privées, ouverte au service complet de la grande vitesse, à l'exclusion des chevaux chargés dans des wagons-écuries s'ouvrant en bout et des voitures à quatre roues, à deux fonds et à deux banquettes dans l'intérieur, omnibus, diligences, etc. Elle est également ouverte au service complet de la petite vitesse avec les mêmes restrictions. Elle est située sur la ligne de Dijon à Is-sur-Tille, entre la halte de Bretigny -Norges et la gare de Gemeaux.
La gare PLM comporte un bâtiment voyageurs à deux ouvertures et un étage sous une toiture à deux pans, avec une aile en rez-de-chaussée à une ouverture, un petit édicule et une halle à marchandises en bois (voir images ci-dessous).

La gare vers 1900
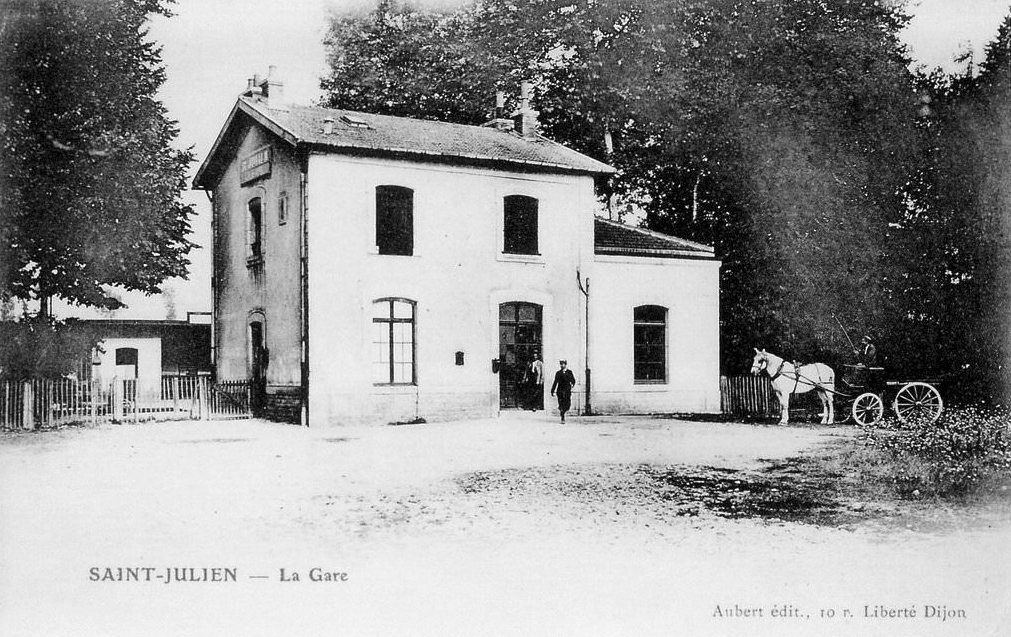
Bâtiment voyageurs.
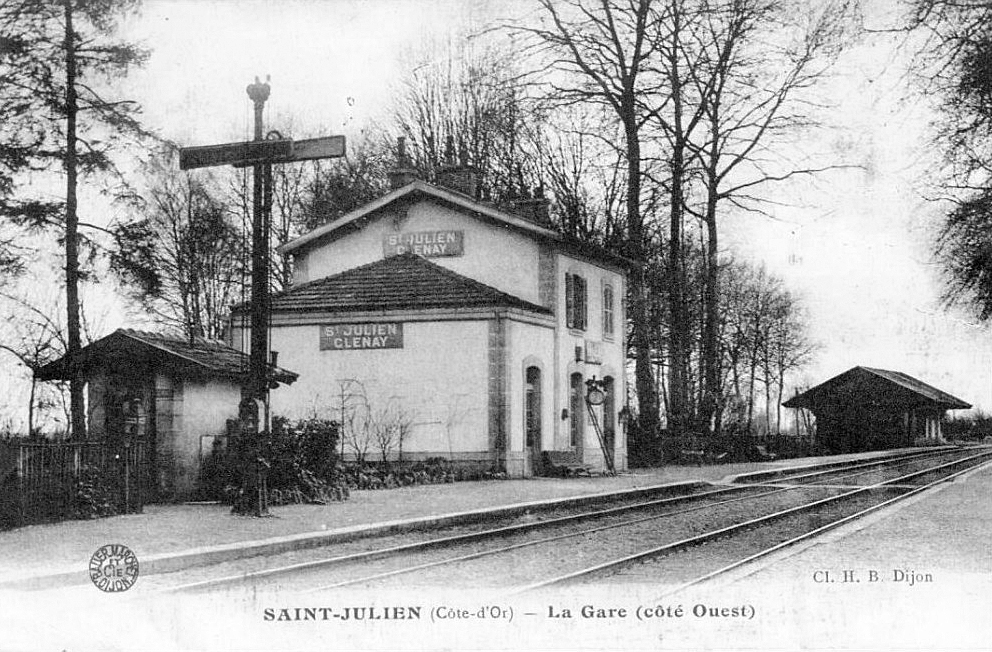
Voies et quais.

### Gare puis halte de la SNCF
Au cours, sans doute, de la deuxième moitié du XXe siècle les bâtiments du PLM de la gare sont désaffectés et elle devient une simple halte voyageurs.
En 2014, l'enquête publique pour l'élaboration du plan local d'urbanisme (PLU) insiste sur la gare comme élément structurant de la commune et privilégie les nouvelles constructions à son abord. La création d'un parking relais est envisagé à proximité.
En 2016, la desserte de la gare est, en semaine, de douze trains dans chaque sens, et les samedis et dimanches, de quatre trains dans chaque sens, sur la relation de Dijon-Ville à Is-sur-Tille. Le temps de parcours prévu est d'environ vingt minutes pour Dijon-Ville et de douze minutes pour Is-sur-Tille.

## Fréquentation
De 2015 à 2023, selon les estimations de la SNCF, la fréquentation annuelle de la gare s'élève aux nombres indiqués dans le tableau ci-dessous.
| Année     | 2015   | 2016   | 2017   | 2018   | 2019   | 2020   | 2021   | 2022   | 2023   |
| --------- | ------ | ------ | ------ | ------ | ------ | ------ | ------ | ------ | ------ |
| Voyageurs | 29 962 | 28 223 | 28 595 | 28 038 | 29 002 | 34 658 | 33 306 | 43 444 | 50 999 |

## Service des voyageurs

### Accueil
Halte SNCF, c'est un point d'arrêt non géré (PANG) à entrée libre. Elle est équipée d'un automate pour l'achat de titres de transport.
Une passerelle permet la traversée des voies et le passage d'un quai à l'autre.

### Desserte
Saint-Julien - Clénay est desservie par des trains TER Bourgogne-Franche-Comté qui effectuent des missions entre les gares de Dijon-Ville et d'Is-sur-Tille.

### Intermodalité
Un parc pour les vélos et un parking pour les véhicules y sont aménagés.

## Patrimoine ferroviaire
L'ancien bâtiment voyageurs du PLM, désaffecté du service ferroviaire. En 2012, le bâtiment est toujours présent à côté de l'entrée de la halte, le rez-de-chaussée est muré. L'ancienne halle à marchandises est également toujours présente.